# سپهبد (ایالات متحده آمریکا)
سپهبد (انگلیسی: Lieutenant general) یک عنوان و درجه نظامی در نیروی زمینی ایالات متحده آمریکا، نیروی هوایی ایالات متحده آمریکا و سپاه تفنگداران دریایی ایالات متحده آمریکا است.